# Burgstall Lichtenegg
Der Burgstall Lichtenegg ist eine abgegangene mittelalterliche Höhenburg in dem gleichnamigen Gemeindeteil Lichtenegg des niederbayerischen Marktes Frontenhausen im Landkreis Dingolfing-Landau.
Er liegt etwa 100 m nordnordwestlich von Lichtenegg. Er wird als Bodendenkmal unter der Aktennummer D-2-7441-0075 im Bayernatlas als „verebneter Burgstall des Mittelalters“ geführt.

## Beschreibung
Von der Burgstallanlage sind keine nennenswerten Elemente erhalten. Sie lag aber auf einer nach Westen abfallenden Geländenase. 170 nördlich verläuft der Schwimmbach, ein linker Nebenfluss der Aiterach. Es kann sein, dass die Anlage eine Überwachungsfunktion hinsichtlich eines entlang des Schwimmbachs verlaufenden Altweges gehabt hat.